# Коханівка (річка)
Коханівка — річка в Україні, у Коростишівському районі Житомирської області. Права притока Тетерева (басейн Дніпра).

## Опис
Довжина річки приблизно 1,5 км.

## Розташування
Бере початок на північному заході від Глибочка. Тече переважно на північний захід і на південно-східній стороні від Колодязьків впадає у річку Тетерів, праву притоку Дніпра.